# Achmühle (Dornbirn)

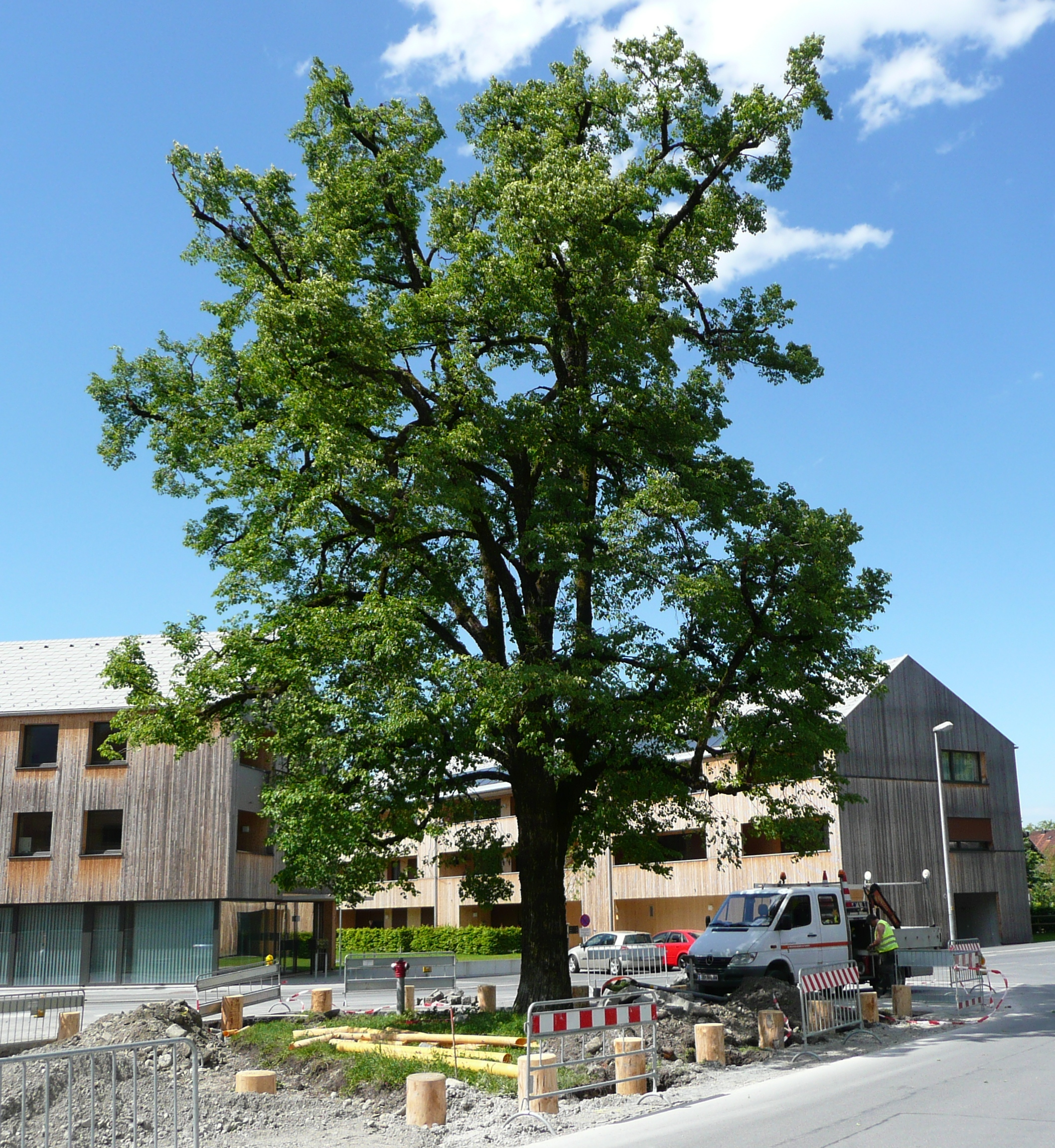
Die als Naturdenkmal eingestufte Linde an der Hintere Achmühlstraße.

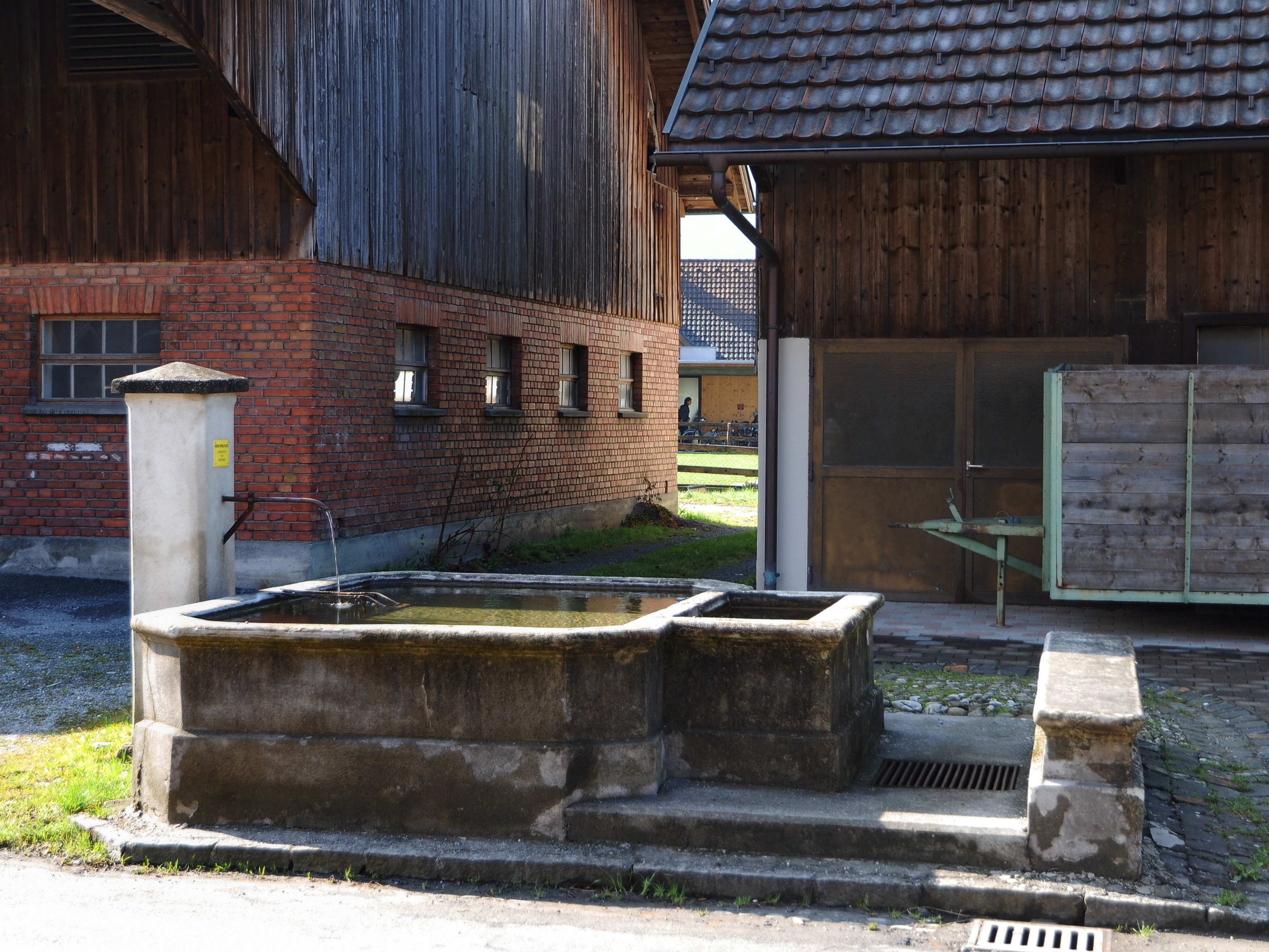
Brunnen Hintere Achmühlerstraße Nr. 26.

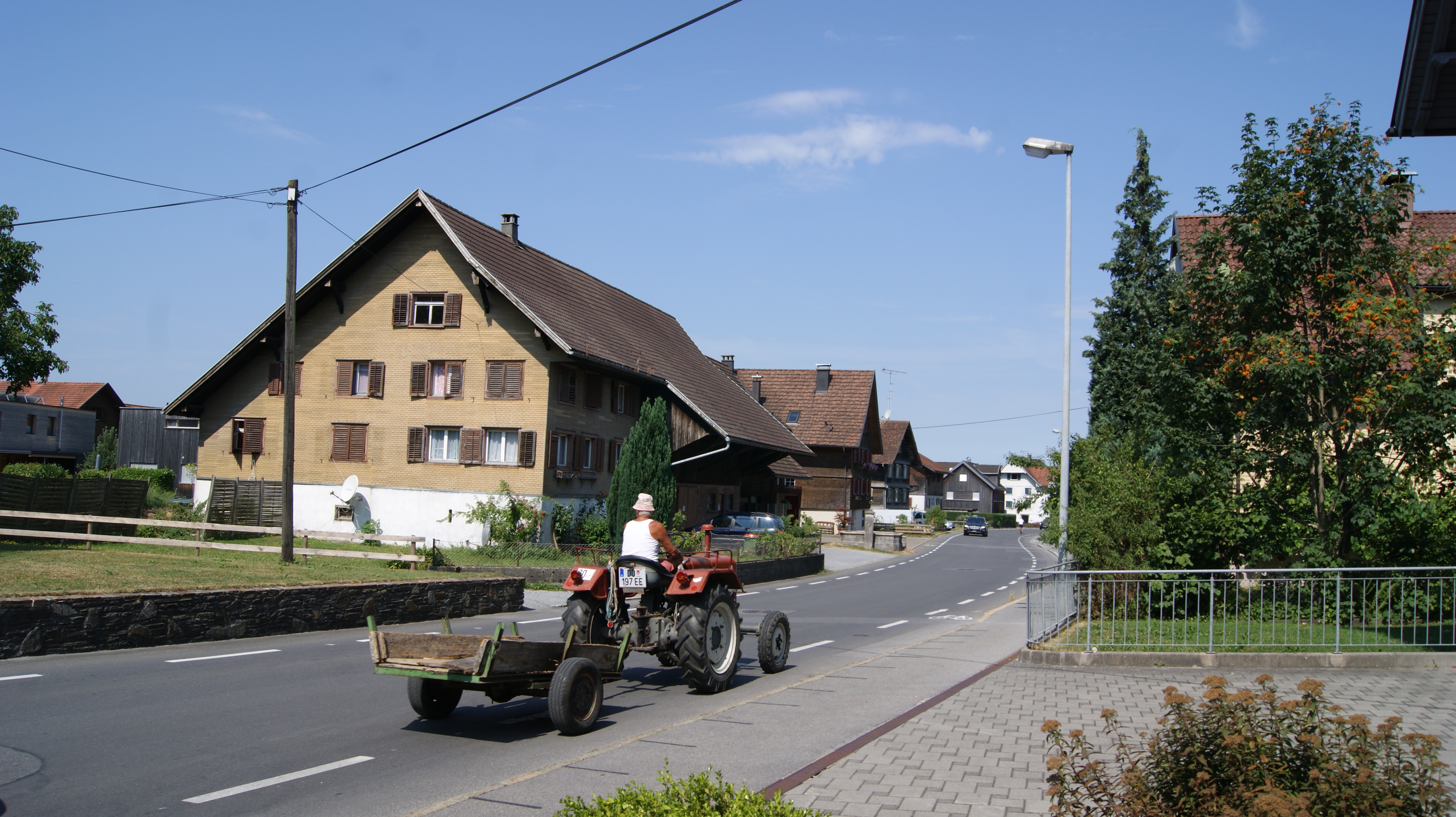
Hintere Achmühlerstraße.

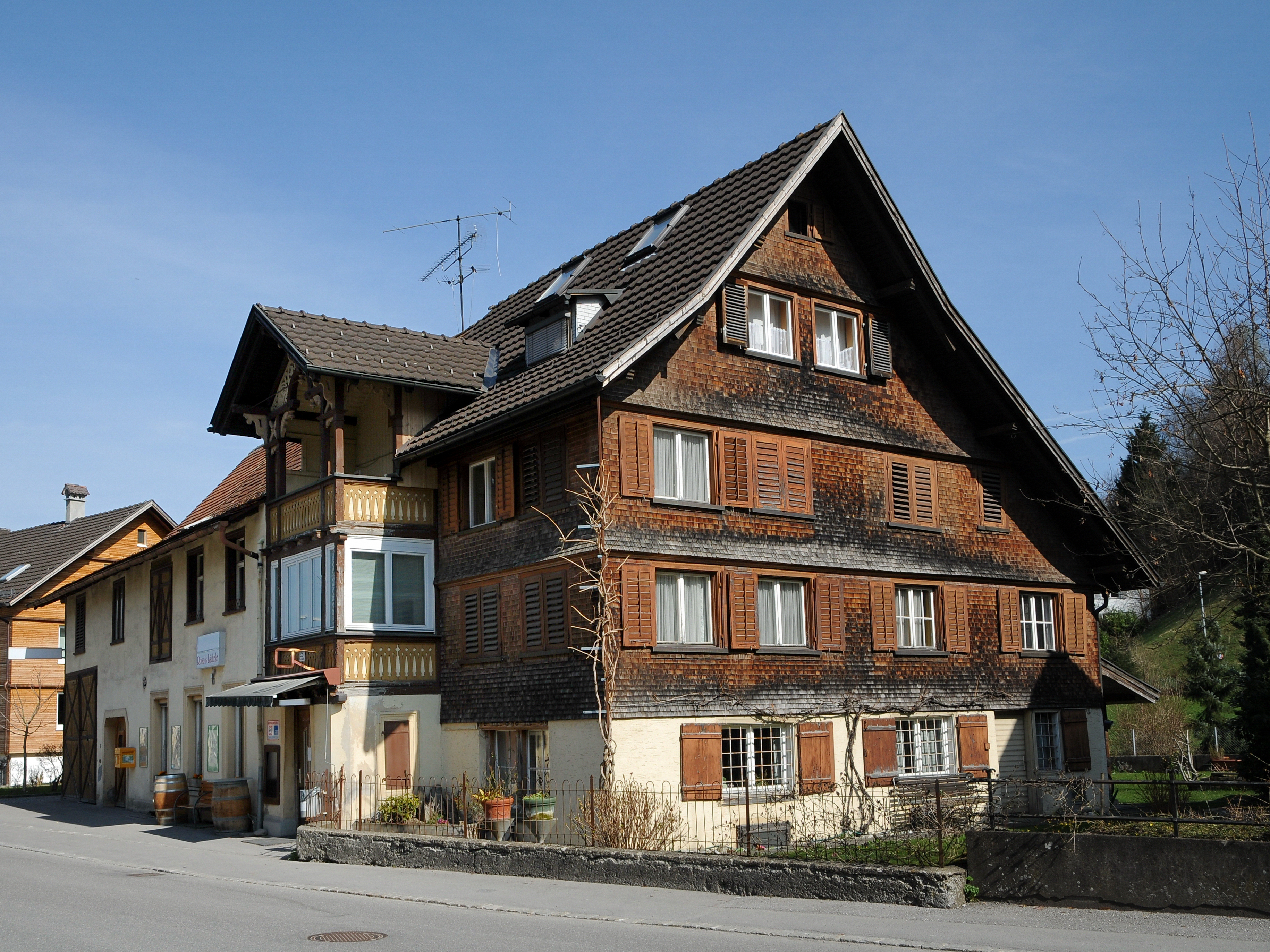
Vordere Achmühler Straße Nr. 25 – "Rosa's Lädele".

Achmühle ist ein Ortsteil im südöstlichen Gemeindegebiet der österreichischen Stadt Dornbirn, Bundesland Vorarlberg und untergliedert sich Vorderachmühle und Hinterachmühle.

## Namensherkunft
Achmühle ist eine Flur- und Ortsbezeichnung, die sich auf die früher hier befindlichen Mühlen bezieht, die das Wasser aus der Dornbirner Ache zur Umwandlung mechanischer Energie nutzten. Eine Achmühle ist schon 1369 in dieser Gemarkung erwähnt, diese ist 1581 abgebrannt.

## Geschichte
Die frühesten Beweise für menschliche Anwesenheit auf heutigem Dornbirner Gemeindegebiet lassen sich in die mittlere Steinzeit (8000 bis 3000 v. Chr.) datieren. Hierzu zählt ein, 1971 unter der Achmühler Brücke, welche die Vorderachmühle mit der Hinterachmühle verbindet, gefundener, scheibenförmiger Keulenkopf aus grün-schwarzem Quarzit, der als Dolchklinge aus Bronze identifiziert werden konnte und der Bronzezeit (3000 bis 1800 v. Chr.) zugeordnet wird. Es handelt sich dabei um den ältesten Fund auf heute noch bewohntem Gemeindegebiet in Dornbirn.
Der Ortsteil Achmühle wird seit der Viertelteilung 1828 generell in Vorder- und Hinterachmühle unterteilt und umfasst den nordöstlichen Teil des Siedlungsgebiets des Bezirks Hatlerdorf und Oberdorf, direkt am Ufer der Dornbirner Ach. Während sich die Hinterachmühle auf der südlichen – also Hatler–Seite des Flusses befindet, bezeichnet die Vorderachmühle das Gebiet auf Oberdorfer Seite der Ache.

## Geografie, Topografie
Achmühle liegt als Teil des Bezirks Hatlerdorf bzw. Oberdorf im Südosten des Dornbirner Siedlungsgebiets auf durchschnittlich etwa 450 m ü. A. bis etwa 460 m ü. A. und ist vom Stadtzentrum von Dornbirn etwa 1,5 km Luftlinie entfernt. Es liegt teilweise am Fuße des Bürgle bzw. des Zanzenberges.

## Verkehr und Wirtschaft
Über Oberdorf – Vordereachmühle – Hintereachmühle – Mühlebach führte seit Alters her die alte Landstraße von Hohenems nach Haselstauden (über Haslach, Mühlebach, Achmühle, Oberdorf, Steinebach und Kehlen – Römerstraße).
Zwischen 1530 und 1540 wurde eine neue Hauptstraße von Hohenems über das Wallenmahd über die Sägerbrücke zum Zentrum (Markt) und weiter geführt und Achmühle vom Hauptverkehrsgeschehen im bisherigen Umfang abgeschnitten.
Hauptverkehrsweg in der Vorderachmühle ist die „Vordere Achmühlerstraße“, die eine Verlängerung der Schillerstraße von der Kreuzung mit der „Säger“- bzw. der „Sebastianstraße“ ist und bis zur „Gütlestraße“ beim städtischen Werkhof verläuft. Der Hauptverkehrsweg in der Hinterachmühle ist die Hintere Achmühlerstraße.
Wirtschaftlich dominiert in der Achmühle Kleingewerbe und Handwerk sowie noch etwas Landwirtschaft.

## Gewässer
15. Juli 1824 wurde bei einem Hochwasser der Achmühlersteg weggerissen. In weiterer Folge sodann eine fast hundertfünfzig Jahre bestehende gedeckte Holzbrücke erbaut. Hochwasser war für die Anwohner der Ache immer eine besondere Gefahr, weshalb die Kapelle in der Vorderachmühle und die Kapelle in der Hinterachmühle zur Abwehr auch nahe am Wasser gebaut wurden.
Auf Grund eines Beschlusses der Dornbirner Gemeindevorstehung zur Errichtung einer steinernen Uferbefestigung an der Dornbirner Ache wurde unter der Leitung des Ober-Wuhrmeisters Xaver Fässler in den Jahren 1830–34 auf einer Länge von rund 2,5 km das Bachbett der Ache von der Achmühle bis zu Schmelzhütten auf beiden Seiten mit massiven Steindämmen gesichert, die weitgehend bis heute erhalten sind.
Der Müllerbach fließt am Rand der Vorderachmühle und weitgehend parallel zur Dornbirner Ache. Weitere hier befindliche kleine Gewässer und Brunnen (Brunnengenossenschaften) haben nur regionale Bedeutung.

## Religion
Siehe: Kapelle Zu den Sieben Schmerzen Mariä in Vorderachmühle und Marienkapelle Hinterachmühle